# Matilda (1996)
Matilda is een Amerikaanse film uit 1996 naar het boek Matilda van Roald Dahl uit 1988 onder regie van Danny DeVito. De film werd uitgebracht door TriStar Pictures.

## Verhaal
Matilda Wurmhout is een jong meisje dat met haar ouders en haar broer Michel in de Verenigde Staten woont. Ze is uitzonderlijk slim, maar ze wordt door haar oppervlakkige ouders en broer stelselmatig het leven zuur gemaakt en genegeerd. Haar vader Harry Wurmhout verkoopt oude, krakkemikkige auto's voor een veel te hoge prijs en het is de bedoeling dat haar broer Michel Wurmhout deze zaak later zal overnemen; hij krijgt dan ook alle aandacht van zijn ouders. Matilda wordt thuis zo erg dwarsgezeten, dat ze besluit haar ouders en broer op haar eigen manier een lesje te leren, bijvoorbeeld door haar vaders haar te blonderen en zijn hoed aan zijn hoofd te plakken. Matilda's leven ondergaat echter een grote verandering als ze naar school mag. De school wordt geregeerd door de tirannieke mevrouw Agatha Bulstronk, die door iedereen wordt gevreesd omdat ze kinderen in het Stikhok opsluit en aan hun vlechten over het schoolplein slingert als een slingerkogel bij het kogelslingeren. Matilda krijgt les van juffrouw Marije Engel, die het compleet tegenovergestelde is van mevrouw Bulstronk, en bijna de enige is die de gave van Matilda wel waardeert. Ze helpt Matilda dan ook omdat ze gelooft dat het wonderkind met maar 3 jaar goede hulp al naar de universiteit kan.
Op een dag werd Matilda zo boos op mevrouw Bulstronk, omdat die dreigde haar onterecht van school te trappen, dat ze ontdekte dat ze niet alleen een genie was, maar ook dingen kan laten bewegen met haar ogen. Wanneer ze dit geheim aan juf Engel toevertrouwt, vraagt juf Engel of Matilda thee komt drinken bij haar.
Wanneer juf Engel haar mee naar huis neemt om samen thee te drinken, komt Matilda erachter dat mevrouw Bulstronk juf Engels tante is. Mevrouw Bulstronk heeft de villa van haar overleden stiefbroer Magnus, de vader van juf Engel, overgenomen, terwijl deze eigenlijk aan juf Engel toebehoort. Matilda wil juf Engel helpen en laat met haar gave mevrouw Bulstronk geloven dat de geest van haar stiefbroer is gekomen om zijn dochter te helpen. Mevrouw Bulstronk blijkt ontzettend bijgelovig en verlaat gillend de stad, waardoor juf Engel het huis weer kan opeisen.
Nadien blijkt de FBI de illegale praktijken van Matilda's vader op het spoor te zijn gekomen. Deze besluit met zijn hele gezin naar Guam te vluchten. Matilda wil echter niet mee en juf Engel verwerft op het allerlaatste moment het adoptierecht over Matilda. Zo kan het wonderkind eindelijk bij iemand wonen die haar genialiteit wel waardeert.

## Rolverdeling
| Acteur              | Personage                  | Engelse namen               |
| ------------------- | -------------------------- | --------------------------- |
| Hoofdrollen         |                            |                             |
| Mara Wilson         | Matilda Wurmhout           | Matilda Wormwood            |
| Danny DeVito        | Verteller / Harry Wurmhout | Harry Wormwood              |
| Rhea Perlman        | Zinnia Wurmhout            | Zinnia Wormwood             |
| Embeth Davidtz      | Juf Marije Engel           | Miss Jennifer 'Jenny' Honey |
| Pam Ferris          | Mevrouw Agatha Bulstronk   | Agatha Trunchbull           |
| Bijrollen           |                            |                             |
| Paul Reubens        | FBI-agent Bob              |                             |
| Tracey Walter       | FBI-agent Bill             |                             |
| Brian Levinson      | Michel Wurmhout            | Michael Wormwood            |
| Jean Speegle Howard | Juffrouw Fens              | Mrs. Phelps                 |
| Sara Magdalin       | Matilda (4 jaar)           |                             |
| Kiami Davael        | Lavendel                   | Lavender                    |
| Jacqueline Steiger  | Amanda Thripp              |                             |
| Jimmy Karz          | Bram Bokkepoot             | Bruce Bogtrotter            |
| Kira Spencer Cook   | Hortensia                  |                             |
| Leor Livneh Hackel  | Julius Rottwinkle          |                             |
| R.D. Robb           | Roy                        |                             |
| Gregory R. Goliath  | Luther                     |                             |
| Fred Parnes         | Ober                       |                             |
| Marion Dugan        | "Kokkie"                   | "Cookie"                    |
| Mark Watson         | Magnus                     |                             |
| Jon Lovitz          | Mickey                     |                             |

## Verschillen met het boek
- Een groot verschil tussen het boek en de film is de plaats van handeling. In het boek speelt het verhaal zich af in Engeland, waar Roald Dahl opgroeide. In de film woont Matilda in de Verenigde Staten. Alleen juf Bulstronk heeft nog een typisch Engels karakter.
- Omdat het boek maar een kort verhaal heeft, is er voor de film veel toegevoegd om een avondvullende film te maken. Zo haalt Matilda in de film juf Engels oude pop uit het huis van Bulstronk en gaan juf Engel en Matilda ook samen een keer in het huis van Bulstronk en moeten dan aan haar proberen te ontsnappen.
- In de film krijgt Matilda's moeder ook een voornaam, die ze in het boek niet had.
- De fysieke eigenschappen van haar ouders zijn omgedraaid in de film. Aan het eind van de film toont Matilda’s moeder voor het eerst wat liefde tegenover haar dochter wanneer ze afscheid nemen, terwijl in het boek Matilda’s beide ouders haar laten gaan zonder er een traan om te laten.
- In de film is Bulstronk minder gewelddadig dan in het boek, mogelijk om de film geschikter te maken voor kleine kinderen.
- Matilda’s broer is in het boek een gewone jongen, maar in de film een dikke, domme pestkop.
- In het boek blijkt pas op het eind dat de autozwendel waar Matilda’s vader zich mee bezighoudt hem in de problemen heeft gebracht. In de film wordt dit al vrij vroeg duidelijk daar te zien is hoe twee FBI-agenten hem in de gaten houden en bewijs tegen hem aan het verzamelen zijn; iets wat alleen Matilda op lijkt te merken. Matilda confronteert de twee agenten zelfs met het feit dat ze zonder huiszoekingsbevel hun garage doorzoeken.
- In het boek verliest Matilda haar telekinetische krachten weer wanneer ze naar een hogere klas wordt overgezet en haar mentale energie dus nodig heeft voor de lastigere lesstof. In de film behoudt ze haar krachten, maar gebruikt ze bijna nooit meer. Ook is Matilda in de film veel behendiger met haar telekinese; zo kan ze meerdere voorwerpen tegelijk bewegen, terwijl ze in het boek maar hooguit 1 klein voorwerp zoals een krijtje of een sigaar kan laten bewegen en zich hier sterk voor moet inspannen.
- In de film blijkt Bulstronk bijgelovig te zijn, iets wat in het boek niet voorkomt.
- In de film wordt juf Engel na het vertrek van Bulstronk benoemd tot directeur van de school. In het boek gaat die rol naar de onderdirecteur, die in de film niet voorkomt.
- De naam van de villa van juf Engels overleden vader – het Rode huis – wordt in het boek wel, maar in de film niet genoemd.
- In de film is Bulstronk de stieftante van juf Engel, in het boek is het haar echte tante.
- In de film slaagt Bram Bokkepoot erin om de reusachtige chocoladetaart op te eten doordat de kinderen hem aanmoedigen. In het boek spelen de aanmoedigingen niet zo'n grote rol.
- Aan het einde van de film wordt de Bulstronk de school uitgejaagd en gooien kinderen hun eten op haar, in het boek valt ze echter flauw wanneer het krijtje uit het niets schrijft.

## Muziek
In de film komen twee muzieknummers voor: Send Me on My Way van Rusted Root en Thurston Harris' Little Bitty Pretty One.
De muziek van de film is gecomponeerd door David Newman.

## Dvd
Op 7 juli 2005 is de speciale editie van de film op dvd uitgebracht. De dvd bevat twee uur aan bonusmateriaal, waaronder spelletjes.

## Prijzen en nominaties

### Gewonnen
- YoungStar Award
  - Best Performance by a Young Actress in a Comedy Film – Mara Wilson
- Audience Award
  - Best Director – Danny DeVito
- Starboy Award
  - Best Director – Danny DeVito

### Nominaties
- Satellite Award
  - Best Performance by an Actor in a Supporting Role in a Motion Picture – Comedy or Musical (Danny DeVito)
- Young Artist Award
  - Best Performance in a Feature Film – Leading Young Actress (Mara Wilson)
  - Best Performance in a Feature Film – Supporting Young Actress (Kira Spencer Hesser)